# Take Care, Take Care, Take Care
Take Care, Take Care, Take Care es el sexto álbum de la banda estadounidense de post-rock, Explosions in the Sky, lanzado a través de la discografía Temporary Residence Limited.

## Lista de canciones
| N.º | Título                     | Duración |  |
| 1.  | «Last Known Surroundings»  | 8:22     |  |
| 2.  | «Human Qualities»          | 8:10     |  |
| 3.  | «Trembling Hands»          | 3:31     |  |
| 4.  | «Be Comfortable, Creature» | 8:48     |  |
| 5.  | «Postcard from 1952»       | 7:07     |  |
| 6.  | «Let Me Back In»           | 10:07    |  |

- Datos: Q1583392